# Novotroick
Novotroick (rusky Новотроицк) je město v Orenburské oblasti Ruské federace. Při sčítání lidu v roce 2010 měl bezmála sto tisíc obyvatel.

## Poloha
Novotroick leží u jižního cípu pohoří Ural na pravém břehu Uralu na východě Orenburské oblasti na jejím jižním okraji na hranici s Kazachstánem. Prakticky v jeho sousedství leží čtvrtmiliónové město Orsk, jehož centrum se od novotroického nachází přibližně dvacet kilometrů na východ. Od Orenburgu, správního střediska celé oblasti, je Novotroick vzdálen 315 kilometrů na východ.